# Alessandro Specchi

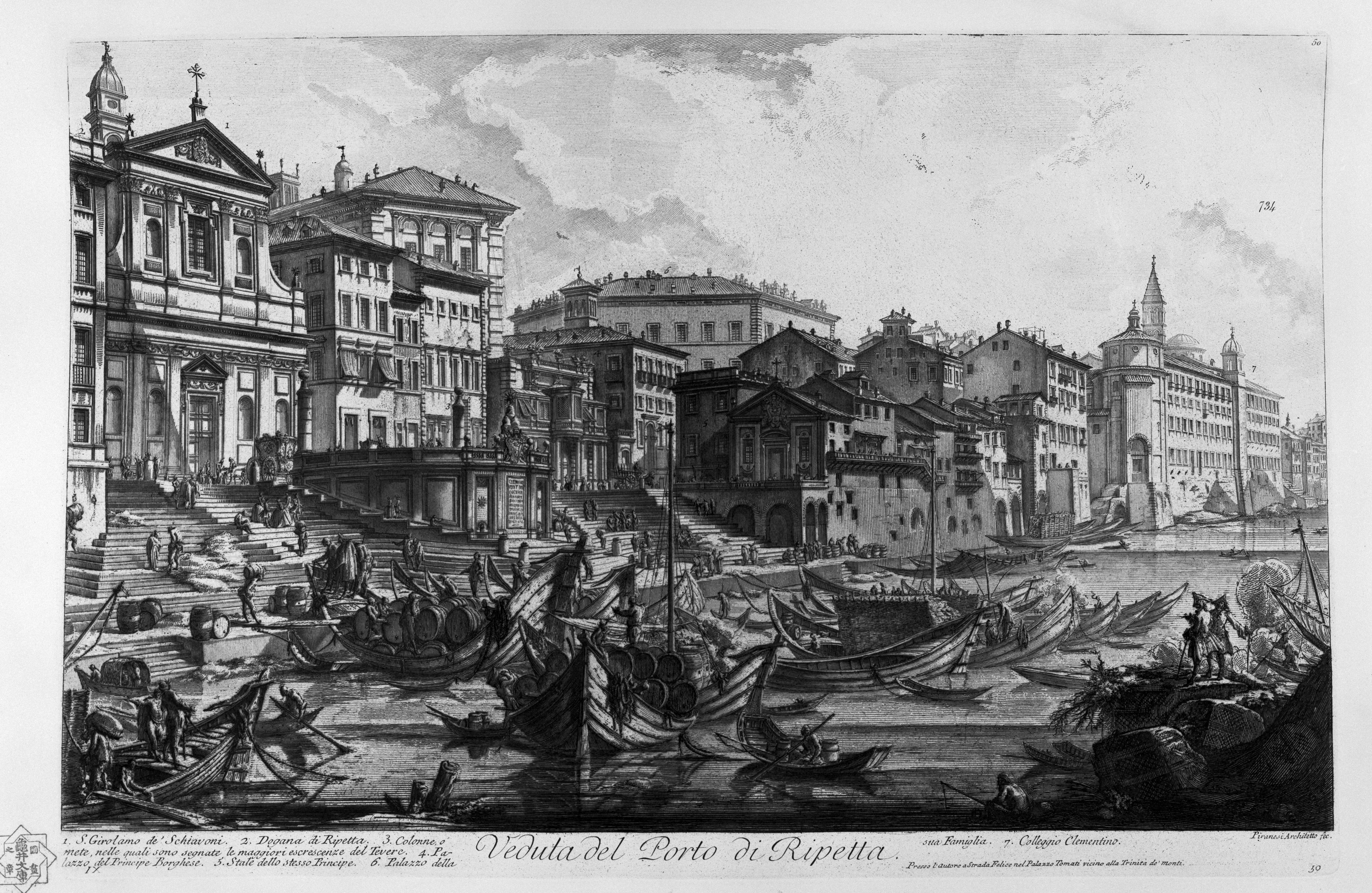
Porto di Repeta na Tybrze

Alessandro Specchi (ur. 9 czerwca 1666 w Rzymie, zm. 16 listopada 1729 tamże) – włoski architekt i akwaforysta.
Uczył się u Carla Fontany. Początkowo specjalizował się w akwafortach przedstawiający weduty Rzymu. Jako architekt pozostawał pod wpływem dzieł Francesca Borrominiego. Jego pierwsze prace to odnowienie Porto di Repeta na Tybrze. Port został zniszczony w 1874. W 1711 został członkiem Akademii św. Łukasza, akademii artystów w Rzymie. Zaprojektował ołtarz główny w Panteonie.
W roku 1723 wspólnie z Francesco de Sanctisem zaprojektował Schody Hiszpańskie na Piazza di Spagna w Rzymie.